# Molla-nepes
Molla-nepes (turkm.: Mollanepes/Молланепес, oko 1810. – oko 1862.) bio je turkmenski pjesnik.

## Biografija
Rodio se u wekilbazarskom okrugu Marijske pokrajine današnjeg Turkmenistana. O njegovom životu se zna malo podataka. Podučavao se u muslimanskim školama i medresama, bio je iskusni glazbenik. Preminuo je od rana koje je zadobio 1861. u ratu Turkmena s Kadžarima.

## Djela
Najpoznatiji je po dastanu Zohra i Tahir, koji je temeljen na narodnoj predaji. Pjesma je tek zapisana poslije Oktobarske revolucije.

## Baština
Po njemu je nazvan glavni grad, Mollanepes, wekilbazarskog okruga Marijske pokrajine Turkmenistana.